# Matteo Buzzone
Matteo Buzzone, o Bussone (Altare, XVII secolo – Roma, XVII secolo), è stato un vetraio italiano.

## Biografia
Matteo Buzzone appartenne ad una famiglia tradizionalmente di vetrai originaria di Altare, in provincia di Savona, attivi all'estero, soprattutto in Belgio e in Francia.
I Buzzone sono ricordati, assieme ad altri maestri buranesi, nei più importanti centri vetrari: a Lione nel XVI secolo, in Normandia, in Lorena e a Nevers nel XVII secolo.
Il loro nome fu convertito in francese in Bousson o in Du Buisson.
Un Busson diventò verso la fine del XVIII secolo, il primo incisore di cristalli a Parigi e a Saint-Cloud.
Per quanto riguarda Matteo Buzzone, la documentazione che lo riguarda, anticamente conservata ad Altare e ora a Torino, presso l'Archivio di Stato, si riferisce prevalentemente ai progetti e ai finanziamenti di Matteo riguardanti la chiesa della Santissima Annunziata di Altare. Fu nel 1650 che Matteo Buzzone codiresse i lavori di costruzione della chiesa della Santissima Annunziata, sorta sulle fondamenta dell'antica costruzione eretta intorno alla metà del XII secolo, dedicata a Sant'Eugenio.
Tra le otto cappelle che caratterizzano l'interno della chiesa, la più importante è quella dedicata all'antica Corporazione dei vetrai. Il quadro presente nella cappella raffigura San Filiberto, fino al 1630 patrono dei vetrai altaresi, che verrà sostituito in questa funzione 
da San Rocco per le grazie concesse durante la peste.
Il quadro si distingue per la rappresentazione sullo sfondo di una fornace in attività mentre sul bordo del palchetto dove è collocato il Santo si legge una dedica che dimostra non solamente la venerazione per san Filiberto, ma anche che il quadro fu realizzato a Torino nel 1774 da Antoniani Milanese, ed era stato donato ai vetrai altaresi.
Oltre alla chiesa ad Altare, Matteo Buzzone, come vetraio fu attivo soprattutto a Roma, ebbe numerosi contatti personali e di lavoro con il Vaticano. Le notizie storiche attestano che Matteo Buzzone dirigeva una florida vetreria in Roma e che, oltre alle normali lavorazioni del vetro, gestiva una particolare lavorazione del vetro dorato.